# Середньонімецькі діалекти
Середньонімецькі діалекти або середньонімецька (нім. mitteldeutsche Dialekte, mitteldeutsche Mundarten, Mitteldeutsch) — група верхньонімецьких діалектів, якими розмовляють від Рейнської області на заході до колишніх східних територій Німеччини.
Середньонімецькі діалекти поділяються на дві підгрупи: західно-центральнонімецьку та східно-центральнонімецьку.
Середньонімецька мова відрізняється меншою мірою, ніж верхньонімецька мова. Нею розмовляють у лінгвістичному перехідному регіоні, відділеному від Північної Німеччини (нижньонімецької/нижньофранкської) ізоглосою «лінія Бенрата» та від Південної Німеччини (верхньонімецької) лінією Шпаєра.
Середньонімецькою розмовляють у великих і впливових містах Німеччини, таких як столиця Берлін, колишня столиця Західної Німеччини Бонн, Кельн, Дюссельдорф, Лейпциг, Дрезден і головний німецький фінансовий центр Франкфурт.
Територія відповідає геологічному регіону горбистої Центральної височини, яка простягається від Північнонімецької рівнини до південнонімецької Скарпландії, охоплюючи землі Саар, Рейнланд-Пфальц, Гессен, Тюрингія та Саксонія.
Східно-центральні діалекти є найближчими до стандартної німецької мови (головним чином як письмова мова) серед інших німецьких діалектів. Таким чином, сучасна стандартна німецька мова розвинулась зі словникового запасу та орфографії цього регіону з деякими особливостями вимови зі східно-франкської німецької мови.